# Andriana Škunca
Andriana Škunca (Bjelovar, 9. ožujka 1944.) hrvatska je književnica i fotografkinja.
Obitelj joj je podrijetlom iz Novalje na otoku Pagu gdje je provela djetinjstvo. Na Filozofskom fakultetu u Zagrebu studirala je jugoslavenske jezike i književnost te komparativnu književnost. Piše književne kritike i poetske zapise o likovnim umjetnicima. Članica je Društva hrvatskih književnika, PEN-a i ULUPUH-a.
Od 1993. godine bavi se i fotografijom: izlagala u Novalji, Zagrebu, Splitu, Gmündu, Leipzigu, Pragu, Münsteru, Felbachu. Živi i radi u Zagrebu i Novalji.

## Djela
Objavila je cijeli niz knjiga pjesama:
- Do neba bijelo, 1969.
- Kratka sjena podneva, 1973.
- Pomaci, tišine, pjesme u prozi, 1981.
- Napuštena mjesta, 1985.
- Druga strana zrcala, pjesme u prozi, 1988.
- Korijen zid kutija, 1992.
- Zeleni prah, pjesme u prozi, 1994.
- Novaljski svjetlopis pjesme u prozi, 1999. s pedeset autoričinih fotografija
- Predivo sve užih dana izabrane pjesme, izbor i pogovor Zvonimir Mrkonjić 2002.
- Vrijeme se zanjihalo, 2015.[4]

Sastavila je antologiju hrvatskih pjesama u prozi Naša ljubavnica tlapnja sa Zvonimirom Mrkonjićem i Hrvojem Pejakovićem 1992. godine. O samoniklim maslinicima Luna na otoku Pagu napisala je monografiju Biblijski vrt /Sveta zemlja lunjskih maslina 2013. sa sto pedeset vlastitih fotografija.
Urednica je biblioteke Kairos, Hrvatske sveučilišne naklade i časopisa Europski glasnik.  
Zastupljena je u brojnim domaćim i stranim antologijama, a njezina poezija prevedena je na mnoge europske jezike. Djelo Novaljski svjetlopis, s pedeset autoričinih fotografija, prevedena je na njemački: Lichtschrift von Novalja preveo Matthias Jacob i na češki: Zvon ve studeni / Novaljský světlopis preveo Dušan Karpatský. Neka njena djela u svojoj je antologiji Żywe źródła iz 1996. s hrvatskog na poljski prevela poljska književnica i prevoditeljica Łucja Danielewska.
Godine 2021. objavila je, u prijevodu Martine Kramer, izabrane pjesme Le temps a basculé (Vrijeme se zanjihalo) u ediciji Domaine croate / Poésie na francuskom.

## Nagrade i priznanja
Dobila je nagrade: Tin Ujević 1999., Vladimir Nazor 2003., Nagradu HAZU Hrvatske akademije znanosti i umjetnosti za Predivo sve užih dana 2003. iGoranov vijenac za cjelokupni pjesnički opus 2006. Dobila je i nagradu Visoka žuta žita 2018. Za cjelokupni životni rad također je 2019. godine dobila nagradu Vladimir Nazor te nagradu Kvirin za životno djelo 2020. i mnoge druge nagrade.